# Olavarría partido
Olavarría egy partido Argentína középpontjától keletre, Buenos Aires tartományban. Székhelye Olavarría.

## Népesség
A partido népessége a közelmúltban a következőképpen változott:
| Év   | Lakosság |
| ---- | -------- |
| 2001 | 101 686  |
| 2010 | 111 708  |